# 蒋延徽
蒋延徽（?—?），五代十国杨吴人物，杨行密的女婿。
大和五年（933年）十一月，闽国土豪吴光请求吴国派兵攻闽，吴国信州刺史蒋延徽不等接受吴国朝命，领兵与吴光会师攻打建州，闽国皇帝王延钧派使者求救于吴越国。大和六年（934年）正月，蒋延徽在浦城打败闽兵，接着包围建州，王延钧派遣上军使张彦柔、骠骑大将军王延宗统兵万人救援建州。蒋延徽攻建州即将攻克，徐知诰因为蒋延徽是太祖的女婿，与临川王杨濛素来友好，害怕他攻克建州，会拥戴杨濛以图复兴吴国皇权，于是派人把他召回。蒋延徽听说闽国和吴越国的援兵就要到来，于是引兵归还。闽兵追击，击败吴兵。徐知诰贬蒋延徽为右威卫将军，派使者到闽国求和。